# Sankt Jørgens Sogn (Næstved)
 For alternative betydninger, se Sankt Jørgens Sogn. (Se også artikler, som begynder med Sankt Jørgens Sogn)
Sankt Jørgens Sogn er et sogn i Næstved Provsti (Roskilde Stift).
Sankt Jørgens Kirke blev indviet i 1978. I forbindelse med opførelsen af kirken blev Sankt Jørgens Sogn udskilt fra Sankt Mortens Sogn. Sognet havde ligget i Næstved Købstad, som geografisk hørte til Tybjerg Herred i Præstø Amt og ved kommunalreformen i 1970 var det blevet kernen i Næstved Kommune.
Stednavne, se Sankt Mortens Sogn.